# Romanówka Stojanowska
Romanówka Stojanowska – dawna wieś na Ukrainie na obszarze dzisiejszego rejonu radziechowskiego w obwodzie lwowskim. Leżała tuż na północ od Sabinówki (obie założone jako kolonie niemieckie), przez którą została wchłonięta.
Za II Rzeczypospolitej do 1934 roku wieś stanowiła samodzielną gminę jednostkową w powiecie radziechowskim w woj. tarnopolskim. W związku z reformą scaleniową została 1 sierpnia 1934 roku włączona do nowo utworzonej wiejskiej gminy zbiorowej Stojanów w tymże powiecie i województwie. Po wojnie obszar wsi został odłączony od Polski i włączony do Ukraińskiej SRR.